# Pouteria bonneriana
Pouteria bonneriana es una especie de planta fanerógama de la familia Sapotaceae. Es endémica de Perú. Está amenazada por pérdida de hábitat.

## Taxonomía
Pouteria bonneriana fue descrita por Luciano Bernardi y publicado en Candollea 22: 237, f. k–q. 1968.